# 以安市
以安市（越南语：／）是越南平阳省下辖的一个省辖市。

## 地理
以安市西接顺安市，北接新渊市，东和东北接同奈省边和市，南接胡志明市守德市。

## 历史
1999年7月23日，顺安县以平安社、新平社、东和社、新东协社和以安市镇析置以安县，新东协社部分区域划归以安市镇，以安市镇部分区域析置安平社。2003年12月10日，平安社析置平胜社。
2011年1月13日，以安县改制为以安市社；以安市镇改制为以安坊，安平社改制为安平坊，新东协社改制为新东协坊，东和社改制为东和坊，新平社改制为新平坊，平安社改制为平安坊，平胜社改制为平胜坊。2017年4月27日，以安市社被评定为三级城市。2020年1月10日，以安市社改制为以安市。2023年3月27日，越南政府副总理陈红河签署第296/QĐ-TTg号决定，评定以安市为二级城市。

## 行政区划
以安市下辖7坊，市人民委员会位于以安坊。
- 安平坊（Phường An Bình）
- 平安坊（Phường Bình An）
- 平胜坊（Phường Bình Thắng）
- 以安坊（Phường Dĩ An）
- 东和坊（Phường Đông Hòa）
- 新平坊（Phường Tân Bình）
- 新东协坊（Phường Tân Đông Hiệp）

## 交通
- 越南鐵路
  - 南北線：以安站
- 胡志明市都市鐵路
  - 1號線
    - 仙泉客運站